# برکووو (استان لهستان بزرگ‌تر)
برکووو (به لهستانی:  Berkowo) یک روستا در لهستان است که در گمینا کیشکووو واقع شده‌است. برکووو ۱۰۰ نفر جمعیت دارد.